# Renaissance (1964)
Pour les articles homonymes, voir Renaissance (homonymie).
Pour plus de détails, voir Fiche technique et Distribution.
Renaissance est un court métrage d'animation français réalisé par Walerian Borowczyk, sorti en 1964.

## Synopsis
Des objets détruits par une explosion se recomposent jusqu'à ce qu'une nouvelle explosion se produise.

## Fiche technique
- Titre original : Renaissance
- Réalisation : Walerian Borowczyk
- Scénario : Walerian Borowczyk
- Photographie : Guy Durban
- Bruiteur : Claude Blondel
- Montage : Claude Blondel
- Animation : Walerian Borowczyk
- Musique : Avenir de Monfred
- Production : Jacques Forgeot
- Société de production : Jacques Forgeot Productions, Les Cinéastes Associés
- Pays d'origine :  France
- Format : couleur et Noir et blanc  — 35 mm — 1,37:1 — son mono
- Genre : Court métrage d'animation
- Durée : 9 minutes
- Dates de sortie :
  - France : décembre 1963 (Journées internationales du court métrage de Tours)
  - Pologne : juin 1964 (Festival du film de Cracovie)
  - France :	juin 1965 (Festival international du film d'animation d'Annecy)

## Palmarès
- Prix spécial aux Journées internationales du court métrage de Tours 1963